# Batuan (Bohol)
Pour les articles homonymes, voir Batuan.

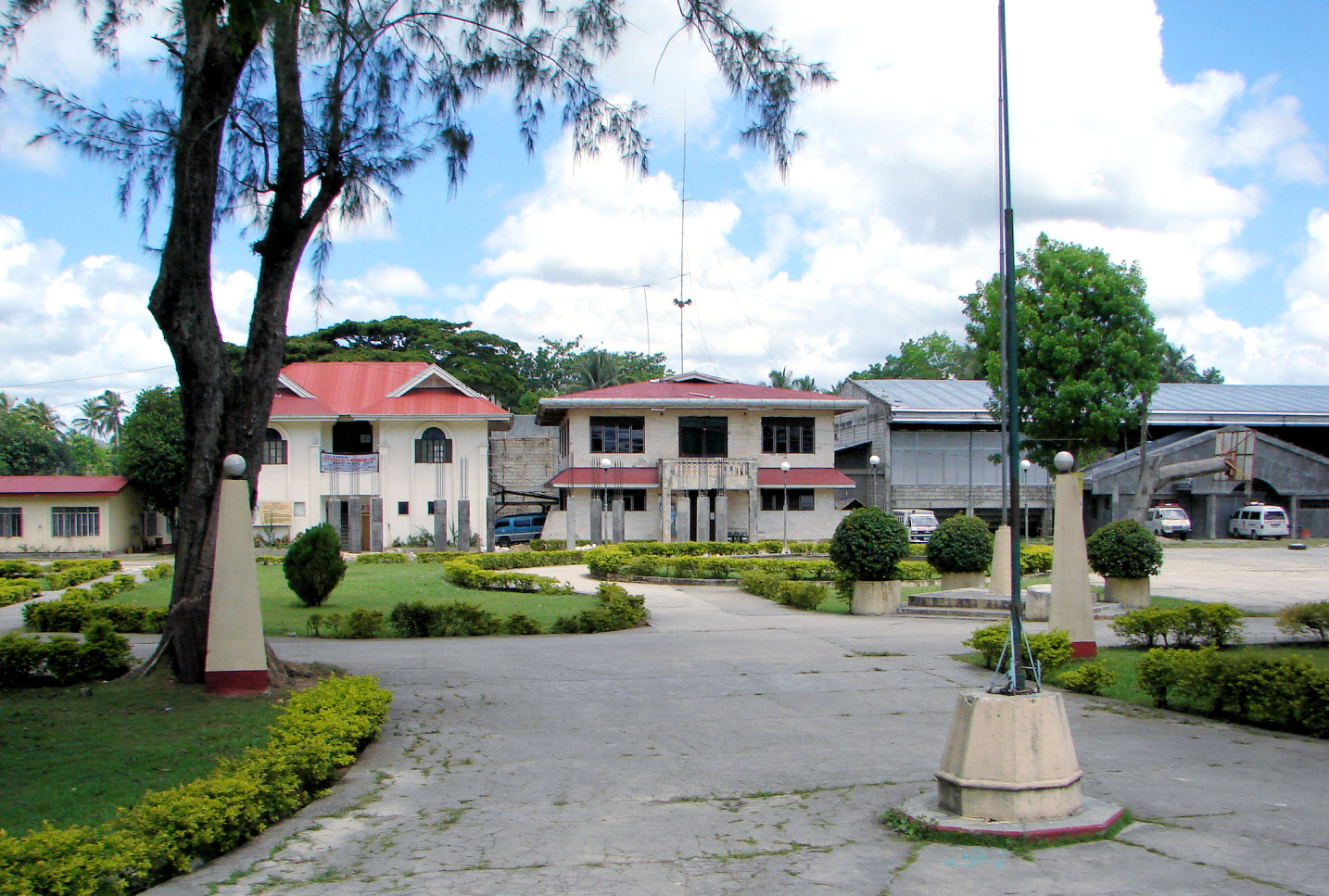
Poblacion

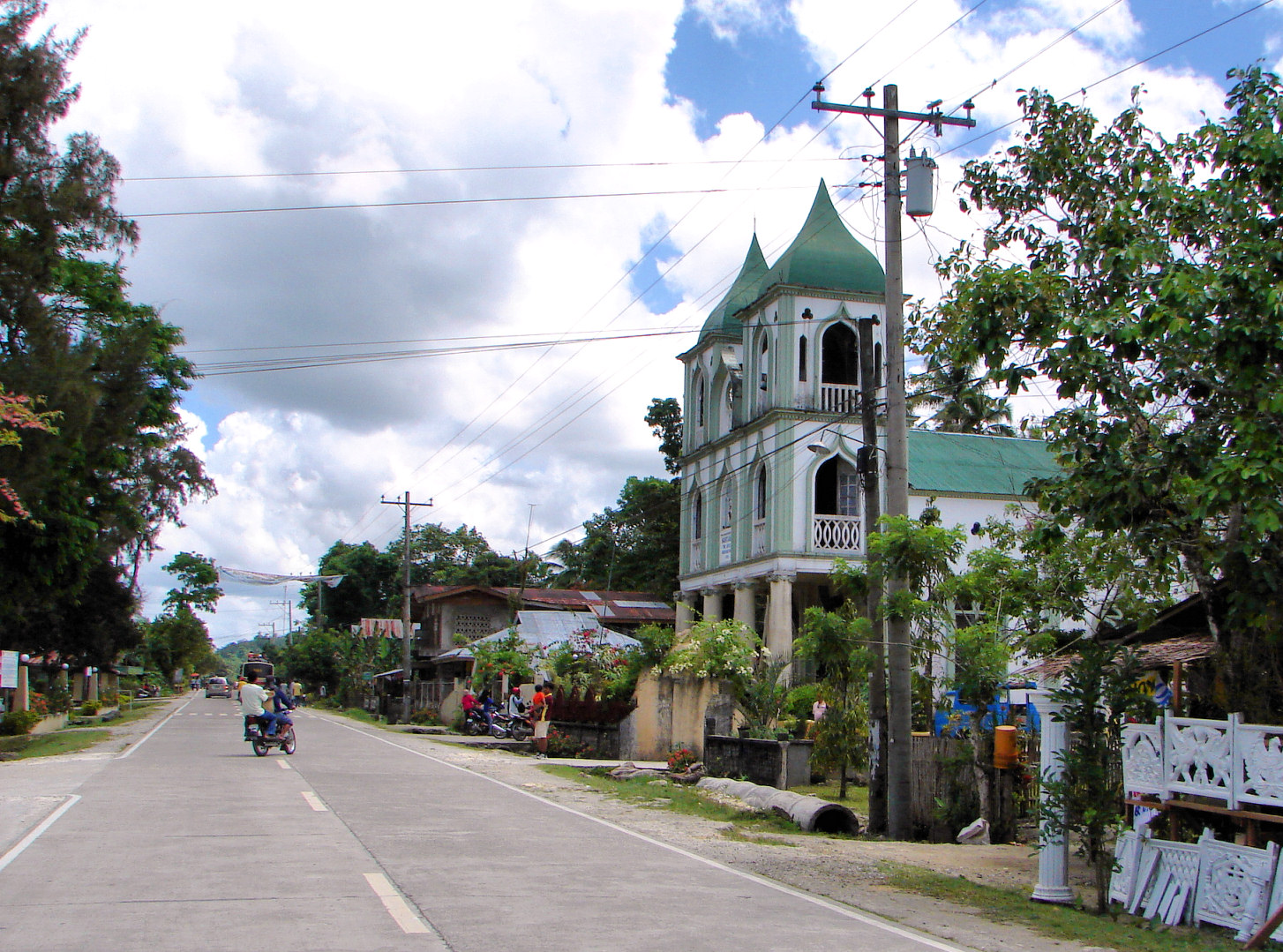
Rue principale

Batuan est une municipalité de la province de Bohol aux Philippines.
On compte 15 barangays :
- Aloja
- Cabacnitan
- Cambacay
- Cantigdas
- Garcia
- Janlud
- Poblacion Norte
- Poblacion Sur
- Poblacion Vieja (Longsudaan, Sawang Daan)
- Quezon
- Quirino
- Rizal
- Rosariohan
- Behind The Clouds (San Jose)
- Santa Cruz